# Kanjūrō Arashi
Pour les articles homonymes, voir Arakan.
Kanjūrō Arashi (嵐 寛壽郎, Arashi Kanjūrō) (surnommé Arakan), né le 8 décembre 1903 à Kyoto et mort le 21 octobre 1980 dans la même ville, est un acteur japonais. Son vrai nom est Teruichi Takahashi (高橋 照一, Takahashi Teruichi).

## Biographie
Il naît dans l'arrondissement de Nakagyō, au carrefour des rues Sanjō (ja) et Kiyamachi (ja).
Issu du théâtre kabuki, Kanjūrō Arashi rejoint la société de production Makino Eiga (ja) de Shōzō Makino en 1927. En 1931, il fonde sa propre société de production, Arashi Kanjūrō Productions (ja). Il a ensuite notamment produit et joué dans les séries « Kurama Tengu » et « Umon torimonochō » tout au long de sa vie, pour un total de près de 80 films. En 1957, il fait sensation dans le rôle de l'empereur Meiji dans L'Empereur Meiji et la guerre russo-japonaise de Kunio Watanabe. Il incarne ce rôle par la suite dans trois autres films : L'Empereur, l'impératrice et la guerre sino-japonaise (1958), L'Empereur Meiji et le Général Nogi (1959) et Le Journal du grand empereur Meiji (1964).
Surnommé affectueusement « Arakan », Kanjūrō Arashi campe le plus souvent des rôles héroïques dans des films de chanbara et de yakuza. Il a tourné dans plus de 300 films entre 1927 et 1980.

## Filmographie partielle

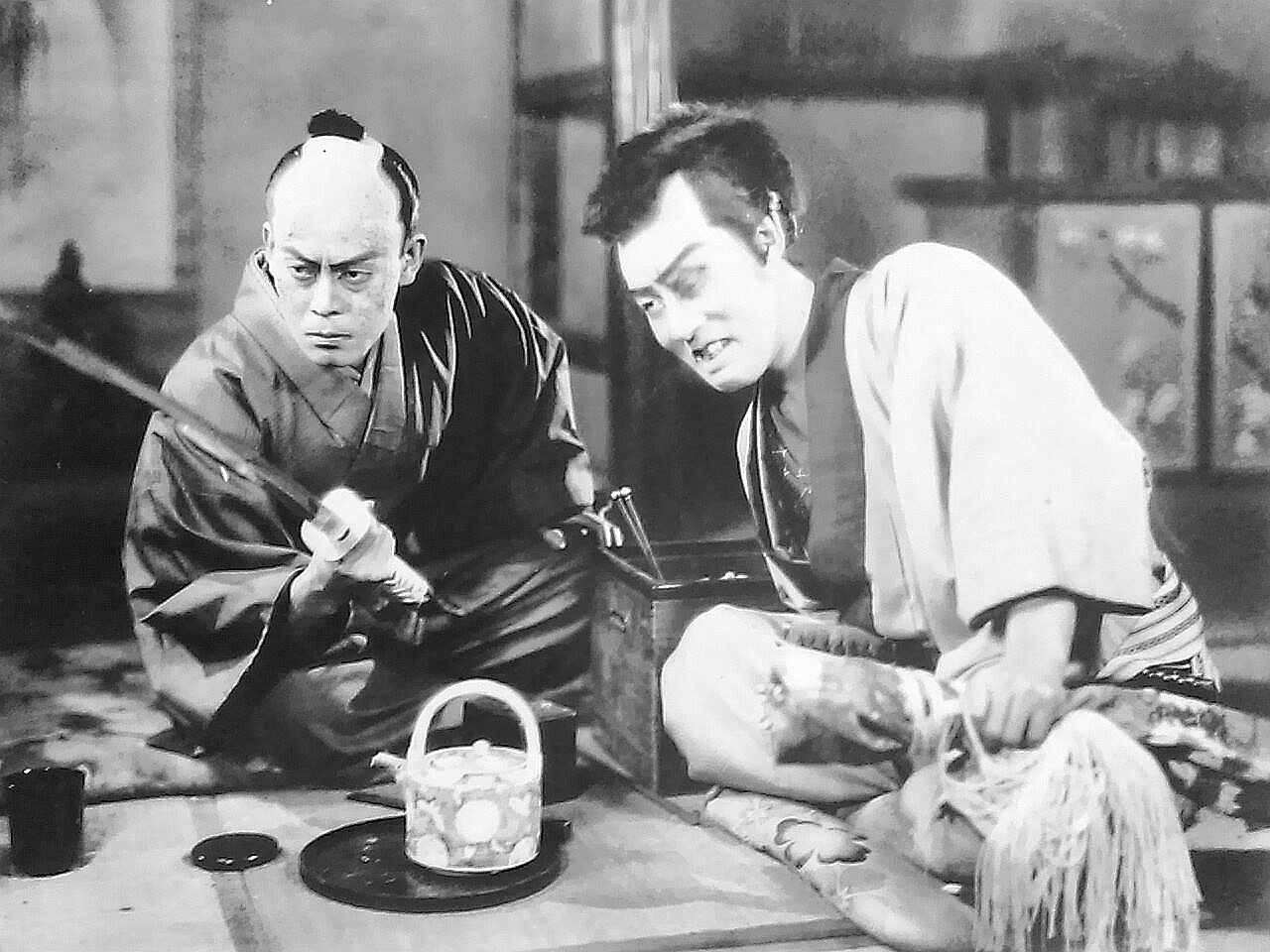
Reisaburō Yamamoto et Kanjūrō Arashi dans Shinban Ōoka seidan (1928).

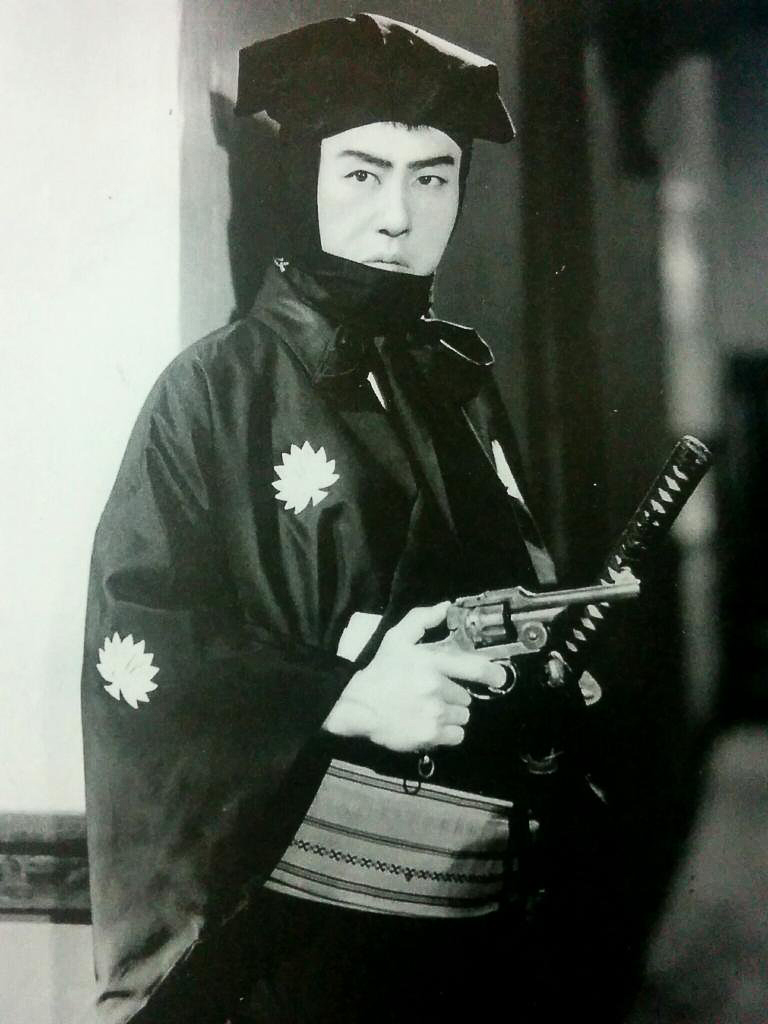
Kanjūrō Arashi dans le personnage de Kurama Tengu en 1936.

- 1928 : Kurama Tengu (鞍馬天狗?) de Teppei Yamaguchi : Kurama Tengu
- 1928 : Shinban Ōoka seidan - Zenpen (新版大岡政談 前篇?) de Buntarō Futagawa : Tange Sazen
- 1928 : Shinban Ōoka seidan - Chūhen (新版大岡政談 中篇?) de Buntarō Futagawa : Tange Sazen
- 1932 : Genta d'Iso : Le Sabre de chevet (磯の源太 抱寝の長脇差, Iso no Genta : Dakine no nagadosu?) de Sadao Yamanaka : Genta d'Iso
- 1942 : Kurama Tengu (鞍馬天狗?) de Daisuke Itō : Kurama Tengu
- 1939 : Kurama Tengu: Edo nikki (鞍馬天狗 江戸日記?) de Sadatsugu Matsuda : Kurama Tengu
- 1952 : Kurama Tengu: Tengu kaijō (鞍馬天狗 天狗廻状?) de Tatsuo Ōsone : Kuruma Tengu
- 1952 : Umon torimonochō: Hikanoko ihen (右門捕物帖 緋鹿の子異変?) de Nobuo Nakagawa : Umon Kondō
- 1956 : Kurama Tengu: Goyōtō ihen (鞍馬天狗 御用盗異変?) de Kyōtarō Namiki
- 1957 : L'Empereur Meiji et la guerre russo-japonaise (明治天皇と日露大戦争, Meiji tennō to nichiro daisensō?) de Kunio Watanabe[3] : l'empereur Meiji
- 1958 : L'Empereur, l'impératrice et la guerre sino-japonaise (天皇・皇后と日清戦争, Tennō, kōgō to nisshin sensō?) de Kyōtarō Namiki : l'empereur Meiji
- 1959 : L'Empereur Meiji et le Général Nogi (明治大帝と乃木将軍, Meiji Tennō to Nogi Shōgun?) de Kiyoshi Komori : l'empereur Meiji
- 1963 : Les Treize Tueurs (十三人の刺客, Jūsan-nin no shikaku?) d'Eiichi Kudō : Saheita Kuranaga
- 1964 : Le Journal du grand empereur Meiji (明治大帝御一代記, Meiji taitei goichidaiki?) de Mitsugi Ōkura (ja) : l'empereur Meiji
- 1965 : Abashiri Prison (網走番外地, Abashiri bangaichi?) de Teruo Ishii
- 1969 : Lady Yakuza : Le Jeu des fleurs (緋牡丹博徒 花札勝負, Hibotan bakuto: hanafuda shōbu?) de Tai Katō : Teijiro Sugiyama, le chef du clan Nishinomaru
- 1968 : Higashi Shinakai (東シナ海?) de Tadahiko Isomi : vieil homme
- 1968 : Profonds désirs des dieux (神々の深き欲望, Kamigami no fukaki yokubō?) de Shōhei Imamura
- 1969 : Lady Yakuza : L'Héritière (緋牡丹博徒 二代目襲名, Hibotan bakuto: Nidaime shūmei?) de Shigehiro Ozawa : Yōjirō Kawabe
- 1970 : La Légende de Zatoïchi : Zatoïchi contre Yojimbo (座頭市と用心棒, Zatōichi to yōjimbō?) de Kihachi Okamoto
- 1971 : Lady Yakuza : Prépare-toi à mourir ! (緋牡丹博徒 お命戴きます, Hibotan bakuto: Oinochi itadaki masu?) de Tai Katō : Hidegoro Omaeda
- 1977 : C'est dur d'être un homme : Mon Seigneur ! (男はつらいよ 寅次郎と殿様, Otoko wa tsurai yo: Torajirō to tonosama?) de Yōji Yamada : Hisamune Todo
- 1978 : Dynamite Dondon (ダイナマイトどんどん, Dainamaito don don?) de Kihachi Okamoto
- 1978 : Orange Road Express (オレンジロード急行, Orenji rōdo kyūkō?) de Kazuki Ōmori
- 1979 : Nichiren (日蓮?) de Noboru Nakamura : Shogaki

## Distinctions
Sauf indication contraire, les informations mentionnées dans cette section peuvent être confirmées par la base de données cinématographiques IMDb,  présente dans la section « Liens externes ».

### Récompense
- 1969 : prix Mainichi du meilleur acteur dans un second rôle pour Profonds désirs des dieux[5]

### Nomination
- 1979 : prix du meilleur acteur dans un second rôle pour Dynamite Dondon et Orange Road Express à la Japan Academy Prize[6]